# Don Garlits
Donald Glenn "Don" Garlits, född 14 januari 1932 i Tampa, Florida, är en amerikansk dragracingförare och en av förgrundsgestalterna inom den tidiga dragracingen. Han anses vara något av dragracingens fader, och är känd under smeknamnet "Big Daddy"
Som konstruktör utvecklade han i samarbete med T.C. Lemons top fuel-dragstern till dess nuvarande utförande med motorn placerad bakom föraren. Som förare var han tidigt ute med att använda brandsäkra skyddskläder. Garlits var den första föraren någonsin som nådde slutfarter på 170, 180, 200, 240, 250, 260, och 270 mph på 1/4 engelsk mil (402,33 m), och också den förste att köra 200 mph på distansen 1/8 engelsk mil (201,17 m). Han invaldes 1997 i International Motorsports Hall of Fame.

## Galleri

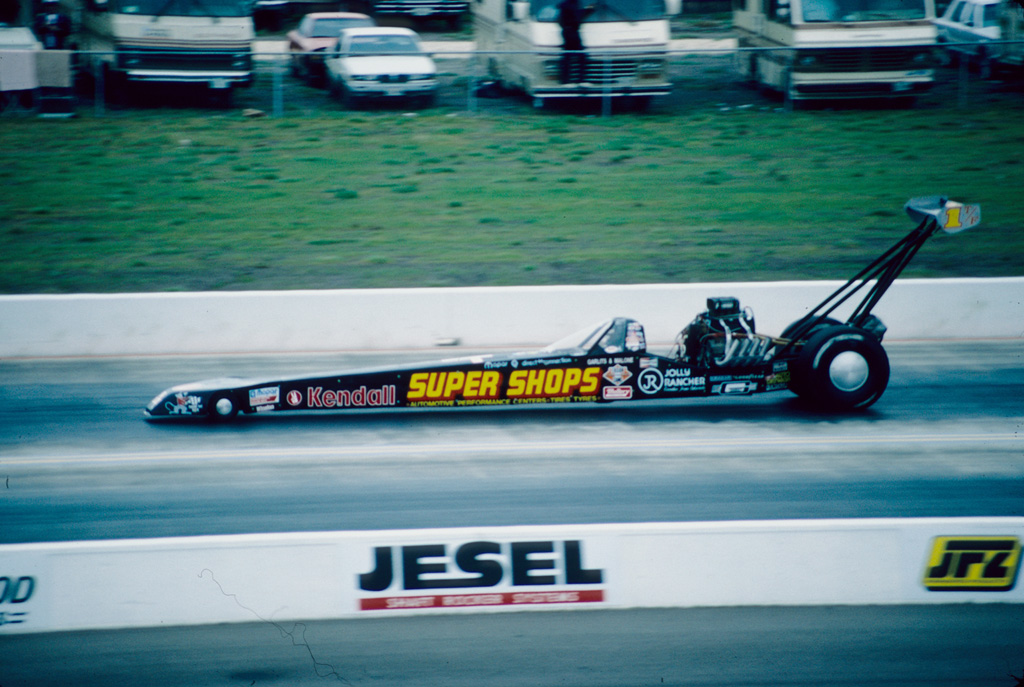
Don Garlits Swamp Rat XXX 1987.
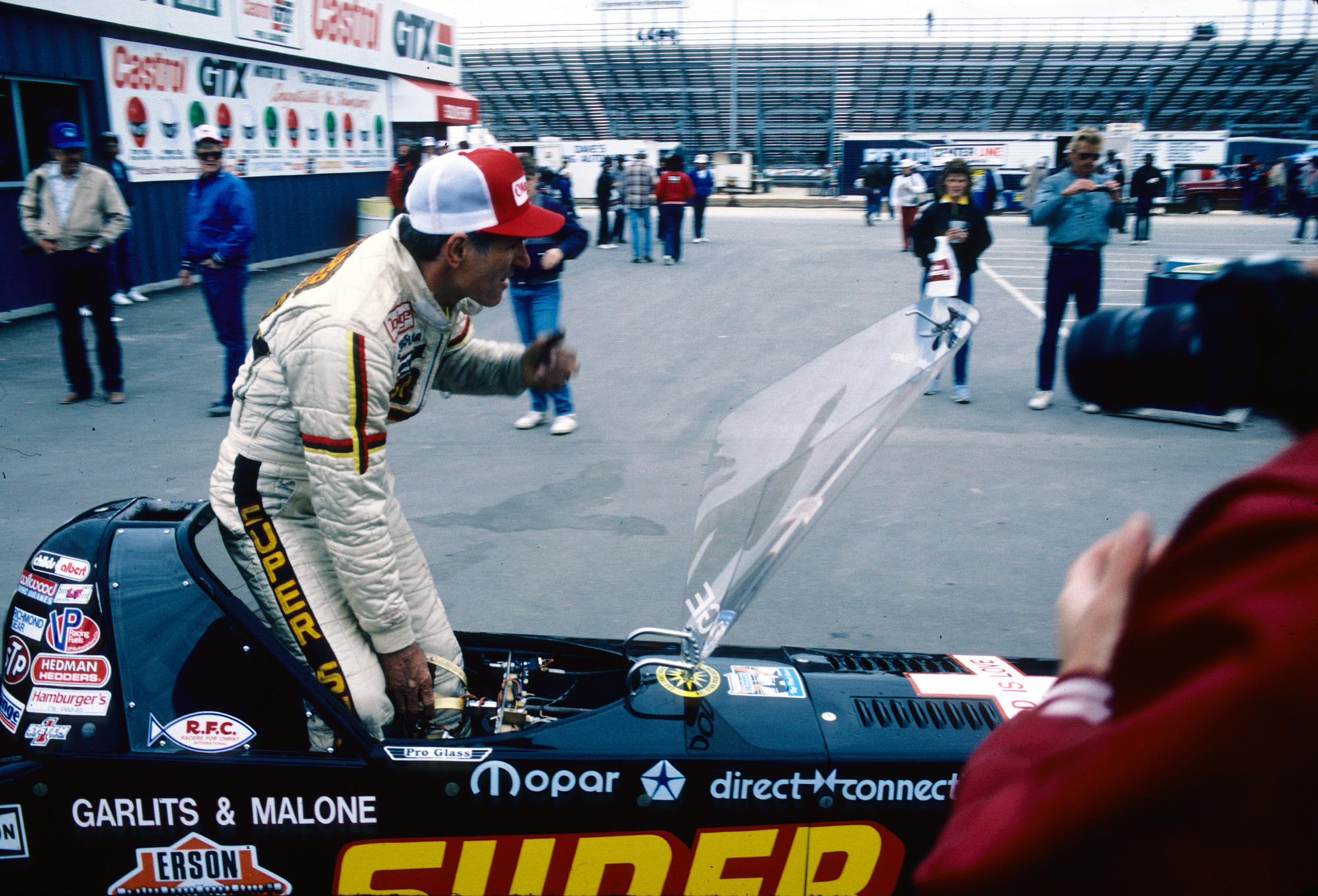
Don Garlits 1987.